# Garden of Bones
"Garden of Bornes" (em português:  "Jardim de Ossos") é o quarto episódio da segunda temporada da série de fantasia medieval Game of Thrones. Ele foi escrito pela co-produtora executiva Vanessa Taylor e dirigido por David Petrarca. O episódio foi exibido pela primeira vez no dia 22 de abril de 2012 pela HBO.
O enredo acompanha as tentativas de Tyrion e Bronn para atenuar a crueldade do rei Joffrey enquanto procuram um modo de defender Porto Real de um possível ataque; Catelyn implora para que Stannis e Renly deixem de lado suas ambições e se unam contra os Lannister. Daenerys e seu exausto khalasar chegam aos portões da cidade de Qarth. Arya e Gendry são levados à Harrenhal, onde suas vidas ficam à mercê d'A Montanha, Gregor Clegane. E Davos deve voltar a suas origens para levar Melisandre a uma cova secreta. 
As locações de filmagem incluíam alguns locais notáveis na Irlanda do Norte e Croácia, com a cena final sendo a de maior dificuldade para gravar. A audiência teve uma pequena queda em relação ao episódio anterior, e a recepção da crítica foi geralmente positiva.

## Enredo

### Nas Terras do Oeste
Robb Stark vence outra batalha contra o exército Lannister. Depois do confronto, ele discute com Lorde Roose Bolton sobre o que devem fazer com os soldados capturados. Bolton é a favor de torturar e matar os prisioneiros por motivos práticos, mas Robb insiste em tratar todos de forma justa. Pouco depois ele conhece Talisa Maegyr, uma médica de campo que está amputando o pé de um soldado Lannister. Apesar de seus protestos, Talisa o culpa pela carnificina da batalha; seu espírito e franqueza deixam uma impressão em Robb.

### Em Porto Real
O Rei Joffrey Baratheon continua a ficar cada vez mais cruel; depois de receber as notícias da vitória de Robb Stark, ele ordena que Sor Meryn Trant espanque e humilhe em público Sansa Stark, irmã de Robb. Tyrion e Bronn chegam em tempo para colocar um fim a situação; Bronn logo em seguida sugere que sexo possa acalmar o rei, e Tyrion manda duas prostitutas servirem Joffrey. Entretanto, o rei força um das prostitutas espancar a outra para enviar uma mensagem ao tio. Mais tarde, Sor Lancel Lannister visita Tyrion e informa que a Rainha Cersei quer a libertação do Grande Meistre Pycelle. Tyrion conta que sabe sobre o caso do primo com a rainha, porém manterá tudo em segredo se Lancel começar a espiar a Cersei para ele.

### Em Harrenhal
Arya, Gendry e Torta Quente são levados até o arruinado castelo de Harrenhal depois de serem capturados. O castelo está sendo ocupado pelas tropas Lannister sob o comando de Sor Gregor "A Montanha" Clegane, que está brutalmente torturando e matando prisioneiros para saber mais informações sobre a Irmandade Sem Estandartes. Gendry é escolhido para ser torturado, porém, antes de ser machucado, Lorde Tywin Lannister chega e ordena que os prisioneiros sejam colocados para trabalhar.  Assim, o torturador "Cócegas" tortura um prisioneiro com um rato num balde, que é aquecido com uma tocha. Quando Polliver percebe que Arya está olhando para sua espada, ele a ameaça. Tywin, porém, poupa a vida dela e a coloca para trabalhar como sua copeira.

### Além do Mar Estreito
Kovarro diz a Daenerys que a cidade de Qarth é perto de onde estão, e os governantes estão dispostos a receber a "Mãe de Dragões". Sor Jorah Mormont avisa que Qarth está localizada no "Jardim dos Ossos", o brutal deserto onde todos que a cidade se recusou a acolher morreram. Quando a "horda" de Daenerys chega nos portões de Qarth, eles são recebidos pelos Treze, os líderes da cidade. Um dos Treze, um mercador de especiarias, fala pelo grupo e negocia com ela sua entrada em Qarth em troca de um vislumbre de seus dragões. Daenerys pede que seu povo seja acolhido antes de poder mostrar as criaturas, e os Treze acabam decidindo deixá-la para morrer no Jardim dos Ossos. Ela jura vingança contra Qarth, e Xaro Xhoan Daxos, um dos Treze, assume responsabilidade por ela e todos os dothraki através de um pacto de sangue. Eles recebem permissão para entrar.

### Nas Terras da Tempestade
Lorde Petyr "Mindinho" Baelish chega nas Terras da Tempestade e encontra-se com Renly Baratheon para discutir o cerco a Porto Real. Mais tarde, ele conversa com Margaery Tyrell sobre seu casamento e a relação de Renly com seu irmão Loras, porém a rainha repele suas perguntas. Finalmente, Mindinho encontra-se com Catelyn Stark, dizendo que os Lannister estão com Sansa e Arya e estariam dispostos a trocá-las por Sor Jaime Lannister. Como um gesto de boa vontade, ele lhe entrega os restos mortais de Eddard Stark. No dia seguinte, Catelyn e Renly encontram-se com Stannis e Melisandre. Stannis diz para Renly se render, porém ele recusa-se por ter um exército maior e o apoio de muitas famílias nobres. Antes de ir embora, Stannis diz que o irmão tem até o nascer do sol para reconsiderar ou ser destruído.
Durante a noite, Stannis manda que Sor Davos Seaworth leve Melisandre para a costa onde não poderão ser vistos. Lá, Melisandre revela-se grávida, impossivelmente em um estado muito avançado. Ela dá a luz a uma criatura sombria que desaparece em uma nuvem de fumaça.

## Produção

### Roteiro
"Garden of Bones" foi o primeiro episódio de Game of Thrones a ser escrito pela co-produtora executiva Vanessa Taylor. O roteiro se baseou nos capítulos 12, 26, 27, 29, 31, 32 e 42 (Daenerys I, Arya VI, Daenerys II, Tyrion VII, Catelyn III, Sansa III e Davos II) do livro A Clash of Kings escrito por George R. R. Martin.
Este episódio apresentou várias diferenças significativas em relação ao romance original. Uma das maiores mudanças é a personagem Talisa Maegyr, que é baseada em Jeyne Westerling do livro, porém recebe uma história de vida e motivações completamente diferentes (nos livros ela é a filha de um nobre menor aliado a Casa Lannister, porém na série é uma estrangeira da Cidade Livre de Volantis). Outra grande mudança é toda a história de Robb Stark, com o produtor D. B. Weiss reconhecendo que este era "um dos lugares onde o romance diverge drasticamente da televisão". Weiss e David Benioff acharam que deixar Robb fora de cena pela maior parte do tempo e retratar suas vitórias no campo de batalha através de relatos de terceiros não funcionaria em um meio audiovisual. Além disso, o talento demonstrado pelo ator Richard Madden durante a primeira temporada os convenceu a expandir sua presença e mostrar sua história de amor.
Outras mudanças incluem a chegada de Mindinho no exército Tyrell e suas interações com Catelyn Stark (nos livros ele chega mais tarde, depois dela ter ido embora), a junção das duas criaturas da sombra criadas por Melisandre (o cerco a Ponta Tempestade e o personagem Sor Cortnay Penrose foram cortados) e Tywin Lannister descobrindo o verdadeiro gênero de Arya Stark e transformando-a em sua copeira (ao invés de Arya abandonando sua identidade de menino e ir trabalhar nas cozinhas de Harrenhal). Além disso, várias cenas foram criadas especificamente para "Garden of Bones", como a cena de Joffrey com as duas prostitutas e a recepção de Daenerys nos portões de Qarth.

### Seleção de elenco
"Garden of Bones" marca a primeira aparição de Oona Chaplin na série. Quando sua contratação foi anunciada em agosto de 2011, a HBO creditou a atriz apenas como "Jeyne" sem revelar seu sobrenome. Já que existem várias personagens nos livros com esse nome, começaram várias especulações sobre qual personagem Chaplin interpretaria. Eventualmente foi revelado que a personagem era baseada em Jeyne Westerling, renomeada como Talisa assim que as gravações começaram. Chaplin já tinha lido os romances A Song of Ice and Fire e era fã de Game of Thrones antes de ser escalada.
A chegada de Daenerys Targaryen à Qarth introduziu novos personagens pertencentes ao governo da cidade, os Treze. Nonso Anozie interpreta Xaro Xhoan Daxos. Nos livros, Xaro é um nativo de Qarth e branco, porém na série ele é um imigrante das Ilhas do Verão e negro. Outros traços do personagem original, como sua homossexualidade e os choros constantes, foram completamente removidos da adaptação. Anozie revelou que havia feito um teste para um papel na primeira temporada e, apesar da HBO querer contratá-lo, um conflito em sua agenda impediu sua aparição. Outro personagem apresentado é o Rei das Especiarias, interpretado por Nicholas Blane; o personagem foi criado para a série, mas possui características da Antiga Guilda das Especiarias, uma das facções rivais de Xaro Xhoan Daxos.

### Locações e filmagens

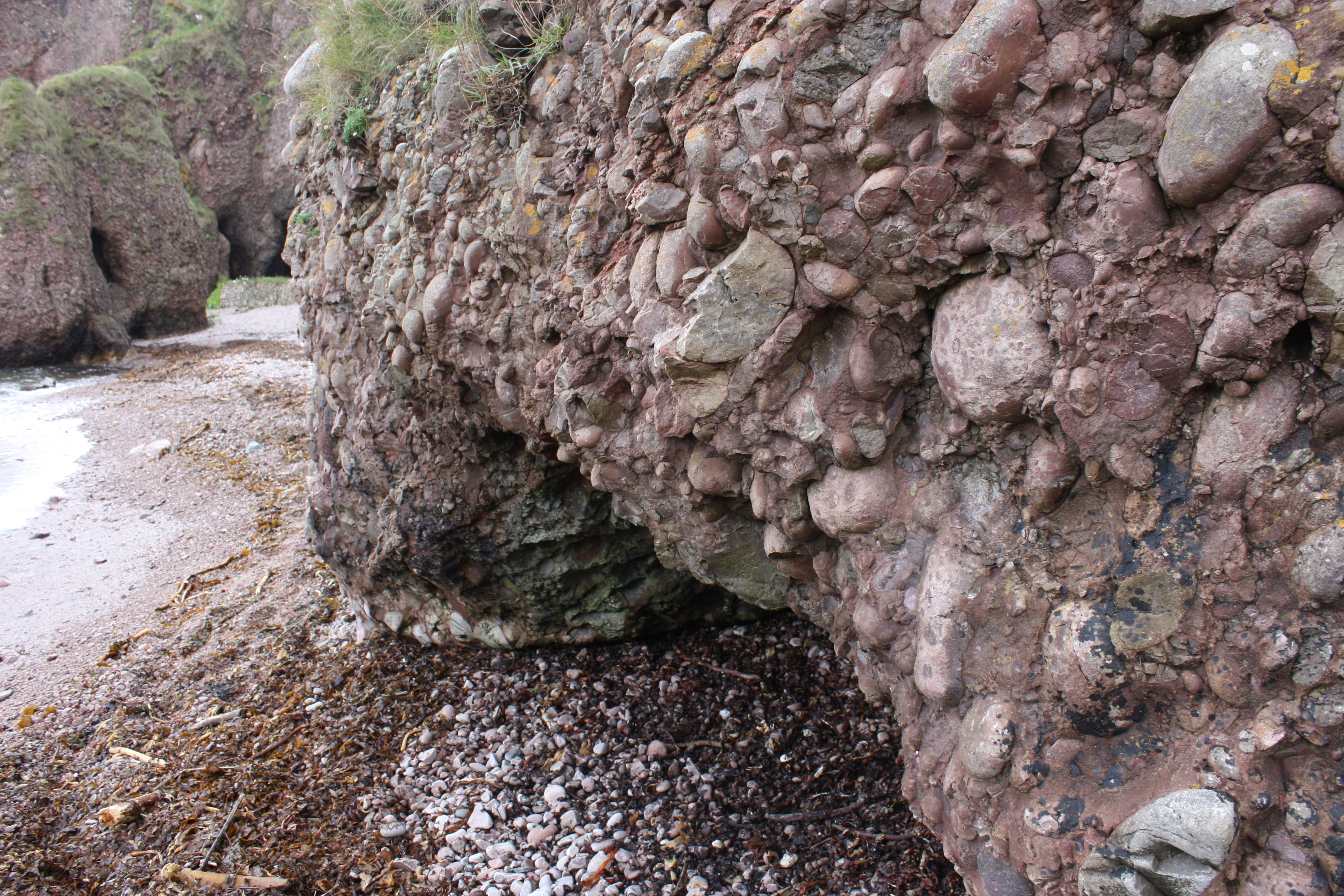
A cena final de "Garden of Bones" foi filmada nas Cavernas de Cushendun.

Para "Garden of Bones", a equipe de produção continuou a usar os estúdios The Paint Hall em Belfast, Irlanda do Norte, para todas as cenas internas e os cenários construídos na Baía de Larrybane para as cenas que se passam no acampamento de Renly Baratheon. O encontro entre Stannis e Renly foi filmado na Baía de Murlough no Condado de Antrim, com a Mull of Kintyre, Escócia, sendo visível do outro lado do Mar da Irlanda.
O episódio também usou várias novas locações; os portões de Qarth foram construídos na pedreira de Dubac, perto da cidade de Dubrovnik, Croácia, ao lado do Mar Adriático. As cenas com Davos Seaworth e Melisandre na caverna foram filmadas nas Cavernas de Cushendun, também no Condado de Antrim, enquanto o cenário do enorme castelo de Harrenhal foi construído perto de Banbridge, Condado de Down.
A cena final com Melisandre dando a luz a criatura da sombra foi filmada durante a noite e com um clima frio. A cena foi muito desgastante para a atriz Carice van Houten, que deveria aparecer nua e gritar durante o trabalho de parto. Por essa razão não houve ensaios antes da gravação. Para deixar van Houten com a aparência de uma grávida, o artista prostético Conor O'Sullivan preparou uma barriga falsa que poderia ser operada pneumaticamente para simular o parto. A criatura foi adicionada através da computação gráfica.
Maisie Dee, a atriz pornográfica que interpretou a prostituta Daisy, comentou sua experiência em Game of Thrones e a cena em que Joffrey Baratheon abusa de sua personagem. Ela disse que inicialmente Daisy não tinha um nome, mas posteriormente recebeu um. A cena do espancamento levou um dia para ser filmada, com um sinto de couro de verdade e um objeto de cena de borracha sendo usados para mostrar Ros batendo em Daisy.

## Repercussão

### Audiência
"Garden of Bones" foi exibido pela primeira vez nos Estados Unidos em 22 de abril de 2012 pela HBO. Em sua primeira exibição, o episódio atraiu aproximadamente 3,7 milhões de telespectadores, um pequena queda em relação aos 3,8 milhões de "What Is Dead May Never Die", o episódio anterior. Sua primeira reprise, que foi exibida na mesma noite, elevou o número total de telespectadores a 4,6 milhões.

### Crítica
"Garden of Bones" foi recebido de forma positiva pela crítica. Matt Fowler da IGN deu ao episódio uma nota 9/10, afirmando que era "um deleite feroz, cheio de mistério, tortura" e um final mágico totalmente surpreendente. Tanto David Sims quanto Todd VanDerWerff da The A.V. Club avaliaram "Garden of Bones" com uma nota B+. Elio Garcia do site Westeros.org achou que este foi um dos melhores episódios da temporada, com as melhores cenas sendo aquelas tiradas diretamente do livro. Para a TV Fanatic, Matt Richenthal também considerou "Garden of Bones" como um dos pontos fortes da temporada, porém ficou preocupado sobre como o final mágico seria recebido pelo público.
Houve um consenso entre os críticos de que "Garden of Bones" foi o episódio mais violento e gráfico da série. Sarah Hughes, escrevendo para o The Guardian, resumiu tudo: "Este foi um episódio excepcionalmente violento. Ele teve: uma morte por Lobo Gigante; uma amputação de pé; dois usos separados de uma besta como arma de intimidação; a contínua humilhação de Sansa, despida e espancada a mando de Joffrey; o açoitamento brital de uma prostituta, novamente sob as ordens de Joffrey; duas cenas de toruta (uma delas interrompida); alguns subornos; vários corpos mortos e um juramento de sangue qartenho".
Muitos críticos elogiaram as atuações, destacando Michelle Fairley na cena em que Catelyn recebe os ossos de Ned e Peter Dinklage quando Tyrion confronta seu primo Lancel. Um aspecto do episódio que recebeu críticas negativas foi a apresentação de Talisa Maegyr, descrita como muito cliché. Myles McNutt da Cultural Learnings escreveu: "O problema é que tenho quase certeza que qualquer espectador que assistiu isso soube imediatamente que ela deve ser o interesse amoroso de Robb, e me oponho a simplicidade que existe nisso".

### Prêmio
"Garden of Bones" foi indicado e venceu um Primetime Emmy Award: Gemma Jackson, Frank Walsh e Tina Jones venceram em Melhor Direção de Arte para uma Série de Câmera Única.